# Corticarina szunyoghyi
Corticarina szunyoghyi es una especie de coleóptero de la familia Latridiidae.

## Distribución geográfica
Habita en Tanzania.